# Periodon
Genre
Synonymes
Loxognathus Graves & Ellison, 1941
Periodon est un genre de conodontes de la famille Periodontidae.

## Espèces
- †Periodon flabellum Lindström, 1954
- †Periodon zgierzensis Dzik, 1976
- †Periodon aculeatus Hadding, 1913
- †Periodon selenopsis Serpagli, 1974
- †Periodon macrodentatus (Graves & Ellison 1941)
- †Periodon hankensis Svend Stouge, 2012